# Verwaltungskooperation
Verwaltungskooperation ist der Oberbegriff für unterschiedliche Formen der Kooperation von öffentlichen Verwaltungen und Gebietskörperschaften. Die häufigste Art der Kooperation ist die interkommunale Kooperation (Zusammenarbeit zwischen Gemeinden) und die zentralistische Kooperation. Die Erforschung von Verwaltungskooperationen ist der Gegenstand der Verwaltungswissenschaft.

## Motive
Werden Teilbereiche der Daseinsvorsorge nicht oder nicht mehr im zu erwartenden Mindestumfang erbracht, entsteht kommunaler Handlungsdruck. Nicht allein zu bewältigende Investitionen können ebenso ein Motiv für kommunale Kooperation sein wie wachsende Komplexität der kommunalen Aufgaben. Planvolles politisches Handeln kann frühzeitig das Erfordernis einer kommunalen Kooperation anzeigen.
Insbesondere für Kleinstädte wird interkommunale Kooperation zunehmend als Lösungsansatz zur Anpassung an den demografischen Wandel betrachtet.

### Beispiele für den Umfang der Zusammenarbeit
Häufige Anwendungsbeispiele sind regionale Entwicklungszusammenarbeit, Tourismus, überregionale Betriebsansiedlung (Gewerbeparks), Infrastruktureinrichtungen (Schulen, Freizeiteinrichtungen, Erholungseinrichtungen, Abfallentsorgung, Wasserversorgung und Abwasserentsorgung, Geoportale). Auch die kostenintensive Sozial-, Jugend- und Gesundheitsverwaltung ist für Kooperationen offen. Ferner können sich gemeinsame kommunale Dienstleistungen in anderen Sektoren lohnen (Feuerwehren, Rettungsdienste, Sozialhilfeverbände, Kindergärten etc.) und gemeinsame Systemleistungen (Beschaffung, Aus- und Weiterbildung, Facilitymanagement etc.).
Ein zentrales Anliegen ist hierbei neben der Interessensvertretung der regionale Finanzausgleich: Bündelt eine Gemeinde Einnahmequellen, die eine ganze Region betreffen sollten (wie Betriebsansiedlungen), oder trägt für Nachbargemeinden besondere Belastungen (wie als Standort einer Mülldeponie), kann die Kooperation für eine monetäre Abgeltung sorgen.
Genauso dazu gehören diejenigen kommunalen Aufgaben, die die Gemeinde für übergeordnete Gebietskörperschaften, bis hin zum Staat, zu besorgen hat, wie die Bürgerstandserfassung (Melderegister, etwa die Geburten- und Sterbebücher) und andere Datenerfassung für die amtliche Statistik.

## Formen

### Zusammenarbeit zwischen Gemeinden (interkommunale Kooperation)
Interkommunale Kooperation ist die Zusammenarbeit von Kommunalverwaltungen, die entweder in einem vertraglich geregelten bloßen koordinierten Vorgehen oder in der Schaffung eines neuen Rechtsträgers zur Verfolgung der gemeinsamen Interessen bestehen kann. Viele Aufgaben lassen sich ohne Kooperation gar nicht, einige Aufgaben nur mit einem erhöhten finanziellen Aufwand erfüllen, wobei bestimmte Aufgaben von ihrer Natur nach von vorneherein auf das Zusammenwirken mehrerer Verwaltungsträger angelegt sind. Bestimmte kommunale Investitionen lohnen sich von ihrer technisch erforderlichen Mindestgröße erst, wenn sie durch mehrere Nachbarkommunen mitgetragen und mitgenutzt werden (Kläranlagen, Abfallbeseitigung).
Beispiele für Formen  der interkommunale Kooperation sind:
- rechtlich institutionalisierte Formen:
  - öffentlich-rechtlich (Verwaltungsgemeinschaft): Gemeindeverband, Zweckverband, Zweckgemeinde
  - privatrechtlich (gemeinsame Gründung eines öffentlichen Unternehmens und ähnliches)
- vertragliche Zusammenarbeit (etwa per Werkvertrag, Kooperationsvertrag)
- Bürgermeisterkonferenz (institutionalisiert oder informell)
- informelle, wenig institutionalisierte Formen: gemeinsamer Erfahrungsaustausch, Expertenrunde, Runder Tisch, Arbeitsgemeinschaft

Alle Formen gibt es sowohl als Kooperation insgesamt als auch speziell zweckgebunden für einzelne kommunale Verwaltungsaufgaben (Interessensgemeinschaft).

### Gemeindefusionen
Die Gemeindefusion, also die Zusammenlegung von Gemeinden ist eine Sonderform. Insbesondere wenn sie freiwillig erfolgt, kann sie als Verwaltungskooperation angesehen werden. Anderenfalls ist die Gemeindefusion eher eine Maßnahme der Gebietsreform. Diese Begriffe haben auch lokal unterschiedliche Ausprägungen. In der Schweiz spricht man eher von Gemeindefusion, in Deutschland von Gebietsreform. In Österreich sind beide Begriffe gebräuchlich.

### Öffentlich-private Partnerschaft
Die Öffentlich-private Partnerschaft (ÖPP) ist eine Sonderform. Hierbei steht die Kooperation zwischen Wirtschaft und öffentlicher Verwaltung im Vordergrund. Als Verwaltungskooperation kann sie nur dann bezeichnet werden, wenn mindestens zwei öffentliche Verwaltungen daran beteiligt sind.

### Vergleich
Als in der Regel wenig institutionalisierte Form der Verwaltungskooperation gibt es auch Vergleichsringe. Vor allem im Bereich der interkommunalen Kooperation üblich und dort als interkommunaler Vergleich (IKV) bezeichnet. In Projekten einigen sich die Projektpartner über Indikatoren und Kennzahlen sowie Themenbereiche, für die diese erhoben werden sollen (z. B. Kinderbetreuung). Aus dem Vergleich und der Diskussion über Unterschiede sollen neue Erkenntnisse gewonnen werden.

## Nationales

### Europarechtliche Aspekte
Art. 10 Abs. 1 der Europäischen Charta der kommunalen Selbstverwaltung vom 15. Oktober 1985 garantiert die interkommunale Zusammenarbeit bei Aufgaben von gemeinsamen Interessen. Danach haben die kommunalen Gebietskörperschaften bei der Ausübung ihrer Kompetenzen das Recht, mit anderen Gebietskörperschaften zusammenzuarbeiten und im gesetzlichen Rahmen Verbände mit anderen Gebietskörperschaften zu bilden, um Aufgaben von gemeinsamem Interesse zu erfüllen.
Die interkommunale Zusammenarbeit ist auch vergaberechtlich garantiert. So entschied der Europäische Gerichtshof (EuGH), dass eine „öffentliche Stelle ihre im allgemeinen Interesse liegenden Aufgaben aber mit ihren eigenen Mitteln und auch in Zusammenarbeit mit anderen öffentlichen Stellen erfüllen kann, ohne gezwungen zu sein, sich an externe Einrichtungen zu wenden“. Die Kommunen sind danach im Fall einer kommunalen Zusammenarbeit grundsätzlich nicht verpflichtet, eine Ausschreibung durchzuführen oder Angebote privater Firmen einzuholen. Das Grundsatzurteil des EuGH sichert den Kommunen erhebliche Gestaltungsspielräume für eine gemeinsame und effektive Wahrnehmung öffentlicher Aufgaben. Interkommunale Aufgaben- und Zuständigkeitsverlagerungen stellen somit keine ausschreibungspflichtigen Beschaffungsvorgänge auf dem Markt dar.

### Einzelne Länder
- Verwaltungskooperation in Deutschland
- Interkommunale (Belgien)